# Microregiunea Lenti
Microregiunea Lenti (în maghiară Lenti kistérség) a fost o microregiune statistică (kistérség) din județul Zala, Ungaria.
Cu o populație de 20.755 locuitori și o suprafață de 662,96 km2, aceasta a existat până în 2014, când în Ungaria, microregiunile ”kistérségek” au fost înlocuite de districte (járások).